# خليج تونس

خارطة خليج تونس

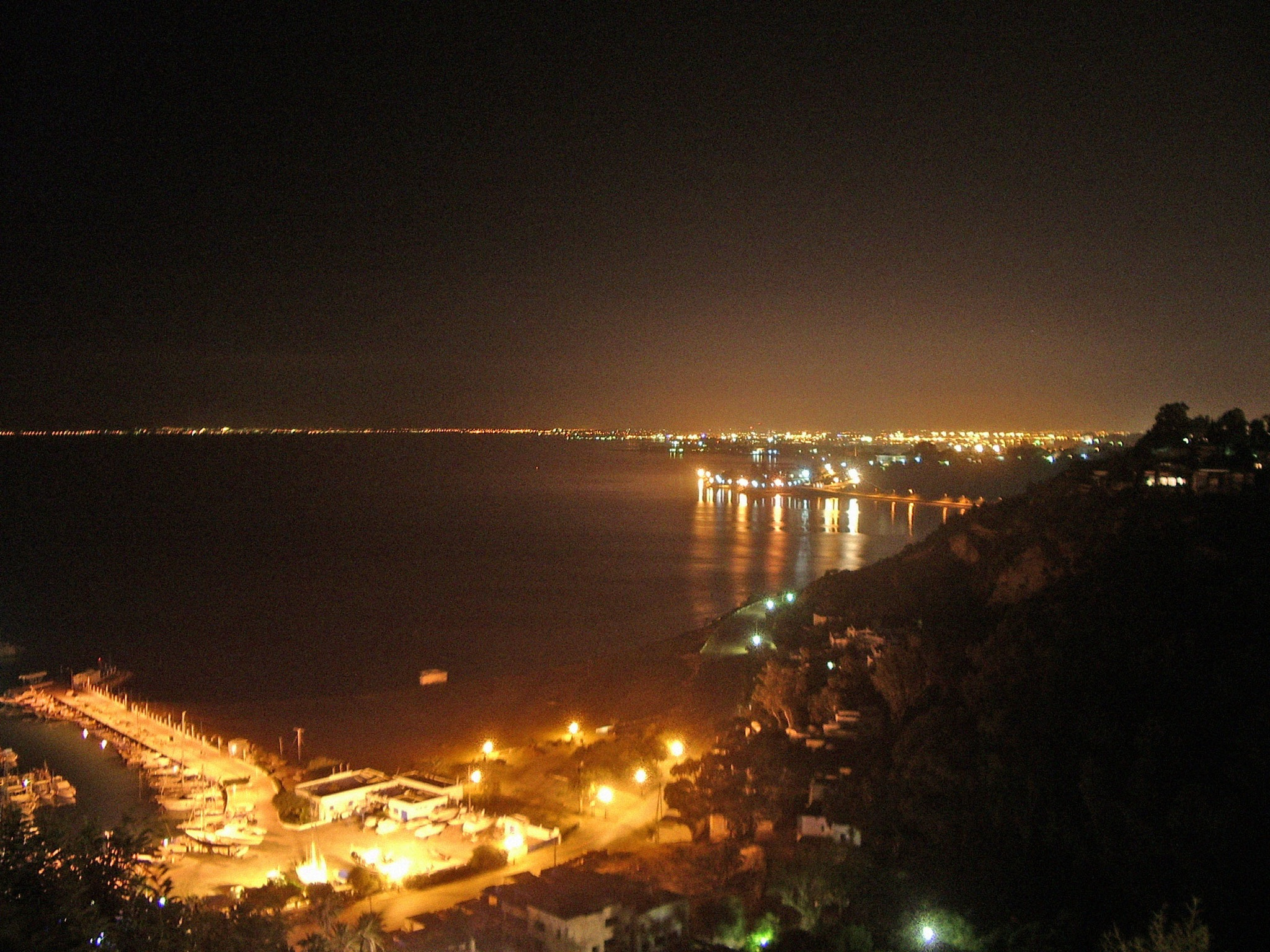
خليج تونس ليلاً

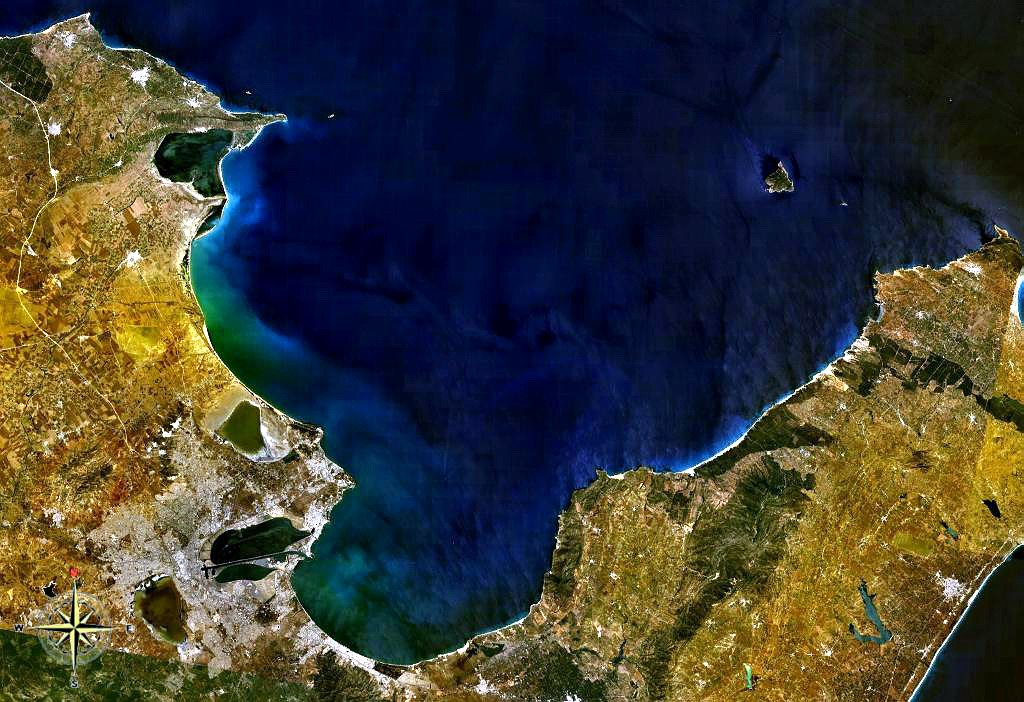
صورة الساتل (القمر الصناعي) لخليج تونس

خليج تونس هو خليج من البحر الأبيض المتوسط يقع في الشمال الشرقي للجمهورية التونسية، شمال الوطن القبلي.